# Brooke Buschkuehl
Brooke Buschkuehl (née Stratton le 12 juillet 1993 à Box Hill) est une athlète australienne, spécialiste du saut en longueur. Elle détient le record d'Océanie avec 7,13 m.

## Biographie
Brooke Stratton est double finaliste du saut en longueur lors des Championnats du monde juniors où elle se classe respectivement sixième et septième lors des éditions de 2010 et 2012. 
En 2015, elle porte son record à 6,73 m et se qualifie pour les championnats du monde de Pékin où elle échoue en qualifications avec 6,64 m.
Le 20 février 2016, elle réussit un saut à 6,94 m (meilleure performance mondiale de l'année) avant de sauter 7,05 m (+ 2,0 m/s) le 12 mars suivant, battant le record d'Océanie détenu jusqu'alors par Bronwyn Thompson avec 7,00 m en 2002. Durant ce même concours, son saut le plus bas est de 6,69 m.
Le 19 mars 2016, Stratton termine 5e lors des championnats du monde en salle de Portland avec une marque de 6,75 m.
Elle remporte la médaille d'argent des championnats d'Océanie 2019 avec 6,49 m, derrière la Papoue Rellie Kaputin (6,50 m).
Le 9 juillet 2022, à Chula Vista, elle établit un nouveau record d'Océanie avec 7,13 m.

## Palmarès
| Date | Compétition                    | Lieu             | Résultat | Marque |
| ---- | ------------------------------ | ---------------- | -------- | ------ |
| 2009 | Championnats du monde cadets   | Bressanone       | 10e      | 5,86 m |
| 2010 | Championnats du monde juniors  | Moncton          | 6e       | 6,05 m |
| 2012 | Championnats du monde juniors  | Barcelone        | 7e       | 6,42 m |
| 2015 | Championnats du monde          | Pékin            | 14e      | 6,64 m |
| 2016 | Championnats du monde en salle | Portland         | 5e       | 6,75 m |
| 2016 | Jeux olympiques                | Rio de Janeiro   | 7e       | 6,74 m |
| 2017 | Championnats du monde          | Londres          | 6e       | 6,67 m |
| 2018 | Jeux du Commonwealth           | Gold Coast       | 2e       | 6,77 m |
| 2018 | Ligue de diamant               | Ligue de diamant | 5e       | 6,57 m |
| 2018 | Coupe continentale             | Ostrava          | 3e       | 6,71 m |
| 2019 | Championnats d'Océanie         | Townsville       | 2e       | 6,49 m |
| 2019 | Ligue de diamant               | Ligue de diamant | 7e       | 6,53 m |
| 2019 | Championnats du monde          | Doha             | 10e      | 6,46 m |
| 2021 | Jeux olympiques                | Tokyo            | 7e       | 6,83 m |
| 2022 | Championnats du monde          | Eugene           | 5e       | 6,87 m |
| 2022 | Jeux du Commonwealth           | Birmingham       | 2e       | 6,95 m |

## Records
| Épreuve          | Épreuve   | Marque      | Lieu        | Date           |
| ---------------- | --------- | ----------- | ----------- | -------------- |
| Saut en longueur | Plein air | 7,13 m (AR) | Chula Vista | 9 juillet 2022 |
| Saut en longueur | En salle  | 6,75 m      | Portland    | 18 mars 2016   |